# Vacances à Saint-Tropez
Pour plus de détails, voir Fiche technique et Distribution.
Vacances à Saint-Tropez (titre original : Holiday in St. Tropez) est un schlagerfilm ouest-allemand réalisé par Ernst Hofbauer et sorti en 1964. 
Le Saint-Tropez du titre ne fait pas allusion à la ville française, mais au nom d'un hôtel fictif sur la côte adriatique.

## Synopsis
Carlos Fonti et sa femme Marisa construisent leur hôtel Saint-Tropez sur la côte adriatique quand, soudain, tous les ouvriers démissionnent parce qu'ils préfèrent partir en Allemagne de l'Ouest comme travailleurs immigrés. De ce fait, l'hôtel reste à moitié terminé juste avant le début de la saison. Cela attriste d'autant plus Carlos que sa nièce Vivi Sörensen, copropriétaire de l'hôtel, cherche déjà à attirer des visiteurs dans son pays. Vivi se rend à l'hôtel et envoie immédiatement un télégramme indiquant que les réservations doivent être annulées. Le télégramme arrive trop tard, si bien que toute la compagnie de voyage autour du guide Theo Reich est déjà en route pour l'Adriatique. Parmi les invités figurent une gouvernante et ses six protégés, la journaliste Michaela ainsi que Philipp Kussmaul et ses deux enfants mal élevés, Rups et Rita. Sa femme Friedericke, qui doit rester alité à cause de la rougeole, veut les rejoindre. Une fois que tout le monde est arrivé à l'hôtel, les bons conseils ne sont plus de mise. Sans hésiter, les vacanciers montent des tentes dans le jardin de l'hôtel.
Le groupe de voyageurs s'agrandit bientôt, avec l'arrivée de la jeune Carola Engelhard. Au départ, elle voulait partir avec ses parents, qui lui avaient offert un voyage de vacances pour son abitur. Mais ses parents fortunés ont eu d'autres projets à court terme et Carola s'est enfuie de chez elle. Arrivée à l'hôtel, elle se fait appeler Brigitte et se fait passer pour une fille sans-abri de parents pauvres. En route vers le prochain endroit où elle veut se faire embaucher comme serveuse, elle est rattrapée par son amie, la vendeuse Heidi Kirschmann, dans une voiture décapotable de luxe. Heidi s'est mise sur son trente-et-un dans l'espoir de séduire un millionnaire sur la côte. De son côté, Vivi fait la connaissance de Ricki, l'ami de Michaela, tandis que cette dernière fait la connaissance de Tommy, un chanteur qui fait du stop.
Pour attirer l'attention de ses parents, Carola leur envoie un télégramme au nom de Carlos, dans lequel elle demande l'arrivée la plus rapide possible de Robert et Liane Engelhard, car Carola se comporte de manière impossible. De son côté, Carlos, désespéré par les enfants Kussmaul mal élevés, demande par télégramme l'arrivée de Friedericke. Robert et Liane Engelhard arrivent peu après à l'hôtel et sont conduits par Heidi au bar où Carola se produit régulièrement. Celle-ci, qui attendait ses parents, danse frénétiquement sous leurs yeux et déclenche une bagarre. Son père Robert la sauve et ils passent le reste des vacances ensemble sous la tente près de l'hôtel, Carola parvenant même à sauver sa mère des griffes d'un escroc. Heidi, quant à elle, manque de se faire avoir par un faux millionnaire et finit par se mettre en couple avec Theo Reich, qui a tout de même déjà le bon nom de famille. Vivi et Ricky se fiancent, tandis que Michaela se met en ménage avec Tommy. Finalement, tous les vacanciers repartent satisfaits.

## Fiche technique
- Titre original : Holiday in St. Tropez[1]
- Titre français : Vacances à Saint-Tropez[2]
- Réalisation : Ernst Hofbauer
- Scénario : Hans Billian, Max Rottmann
- Photographie : Dieter Wedekind (de)
- Montage : Elisabeth Neumann (de)
- Musique : Gert Wilden
- Production : Karl Heinz Busse
- Société de production : Music House Film
- Pays de production :  Allemagne de l'Ouest
- Langue originale : Allemand
- Format : couleurs - 1,66:1 - mono - 35 mm
- Genre : schlagerfilm
- Durée : 95 minutes
- Dates de sortie :
  - Allemagne de l'Ouest : 14 août 1964
  - France : 9 juin 1967

## Distribution
- Vivi Bak : Vivi Sörensen
- Ann Smyrner : Heidi Kirschmann
- Rudolf Prack : Robert Engelhard
- Margitta Scherr : Carola Engelhard
- Mady Rahl : Liane Engelhard
- Gerd Vespermann : Theo Reich
- Hannelore Auer : Michaela
- Thomas Alder : Ricky
- Alice Treff : Gouvernante
- Gus Backus : Tommy
- Kurt Großkurth : Carlos Fonti
- Elma Karlowa : Marisa Fonti
- Peter W. Staub : Philipp Kussmaul
- Edith Hancke : Friedericke Kussmaul
- Florian Kuehne : Rups
- Angelika Bender : Rita Kussmaul
- Enzi Fuchs : Mademoiselle Gerber
- Mario del Marius : Hôte
- Boris Buzancic : Julio
- Demeter Bitenc : Fred
- Christa Martin : Fille
- Christiane Rücker : Fille
- May Spils : Fille
- Uta Levka : Filles
- Manfred Schnelldorfer : Policier

## Production
Le film est tourné à Makarska en Yougoslavie.